# مرکز اسلامی آمریکا
مرکز اسلامی آمریکا (به انگلیسی: Islamic Center of America)، یکی از مساجد مهم آمریکا است که در دیربورن (حومه دیترویت) در ایالت میشیگان قرار دارد.
این مرکز بزرگترین مسجد اسلامی شیعه در آمریکا است.
امامت مسجد بر عهده سید حسن قزوینی است.